# Clay County, Florida
Clay County är ett administrativt område i delstaten Florida, USA, med 190 865 invånare. Den administrativa huvudorten (county seat) är Green Cove Springs.

## Geografi
Enligt United States Census Bureau har countyt en total area på 1 667 km². 1 557 km² av den arean är land och 110 km² är vatten.

### Angränsande countyn
- Duval County, Florida - nord
- St. Johns County, Florida - öst
- Putnam County, Florida - syd
- Bradford County, Florida - väst
- Baker County, Florida - nordväst